# Szilke

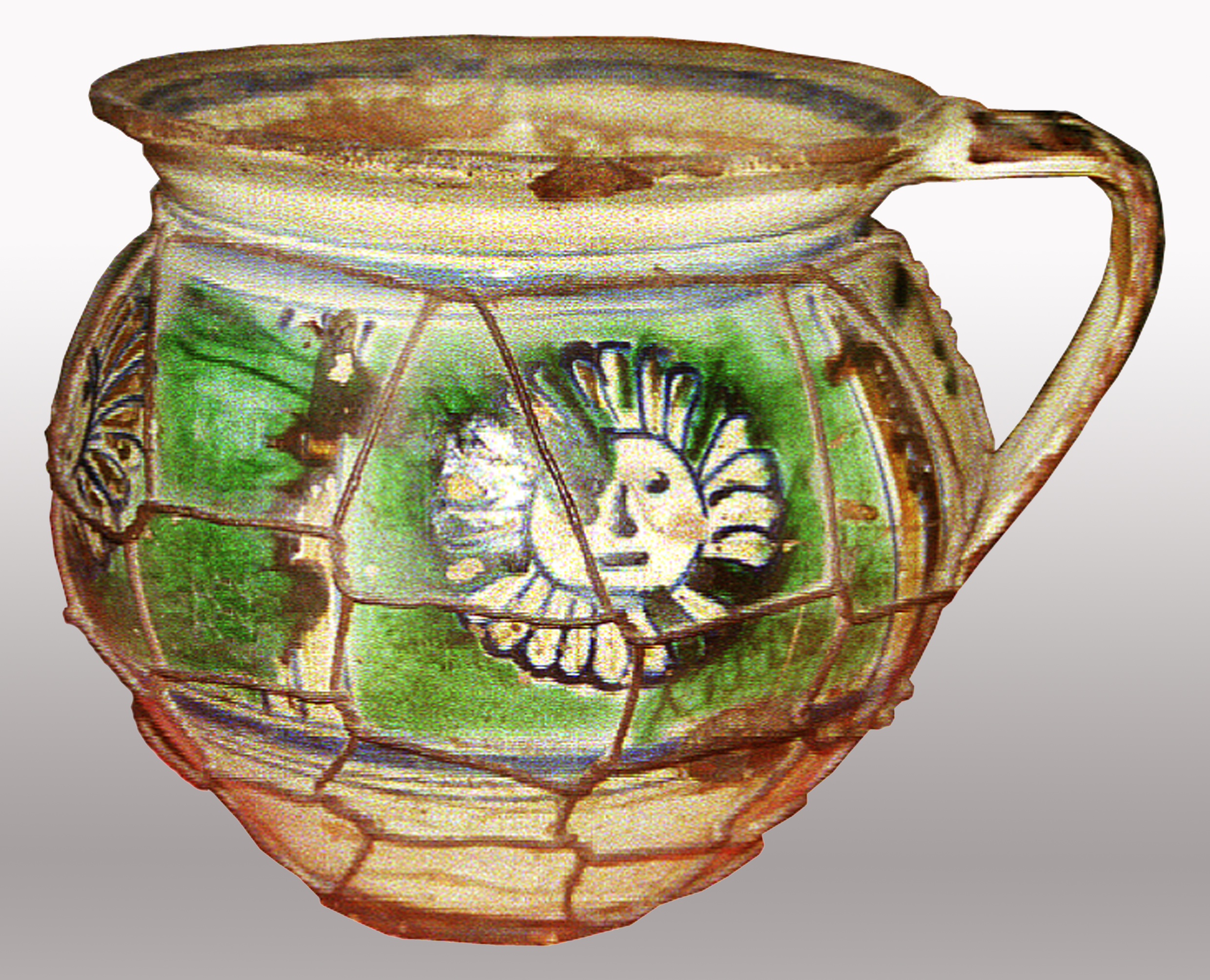
Zilahi szilke a 19. század második feléből

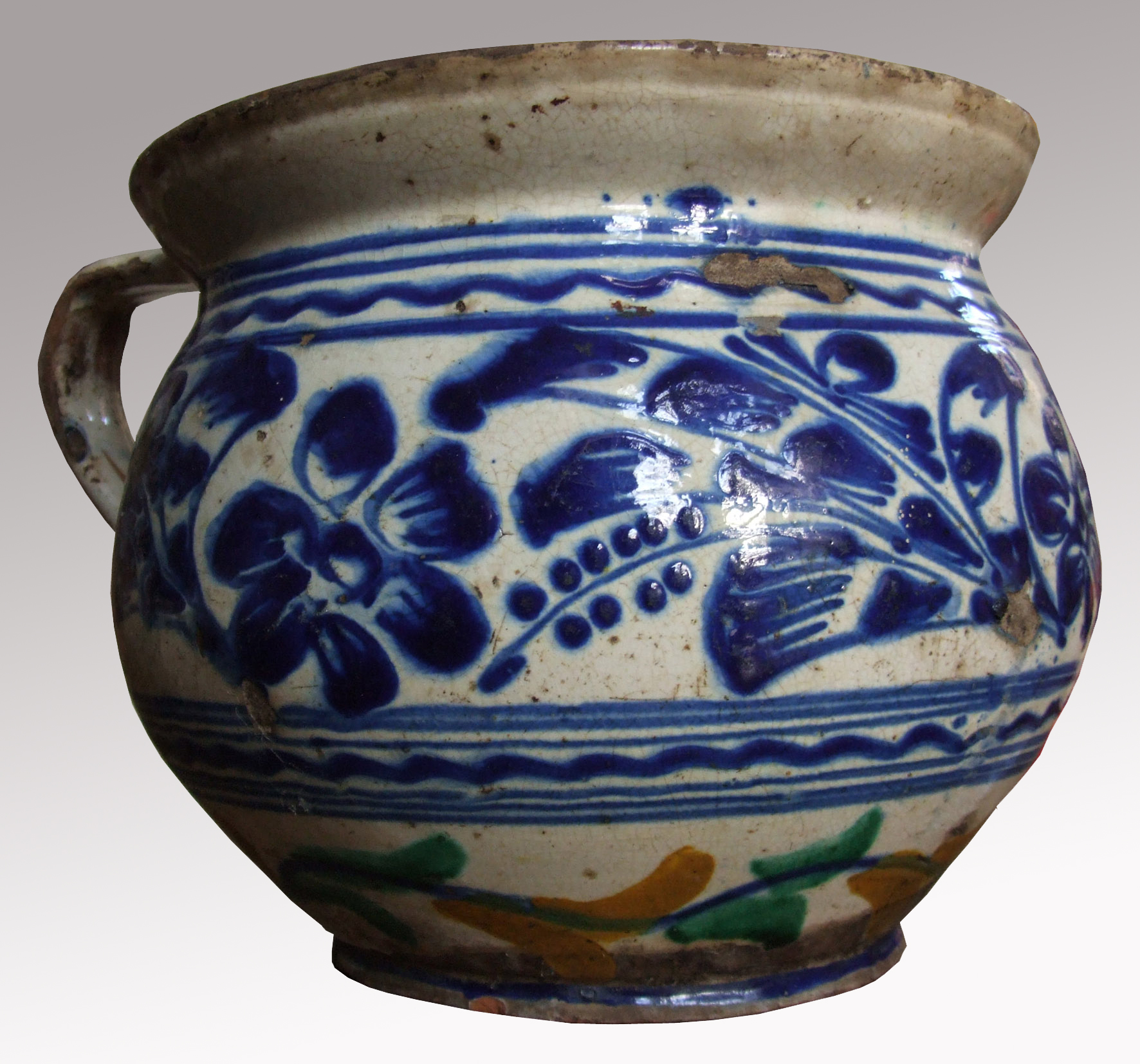
Tordai szilke a 19. század második feléből

A szilke kívül és belül mázas cserépedény. (Egyéb elnevezései: rátó, röstölő, rötyke,  sirány.) Hagyományosan a tálas mesterek készítik.  Esetenként  2 füllel készül. Mérete szerint a 25 cm-nél magasabbakat nagy szilkének, a 15 – 25 cm magas edényeket szilkének, míg a 15 cm-nél alacsonyabbakat kis szilkének nevezték.